# Gilbert (Iowa)
Pour les articles homonymes, voir Gilbert.
Gilbert est une ville, du comté de Story  en Iowa, aux États-Unis. Elle est incorporée le 15 juillet 1882.

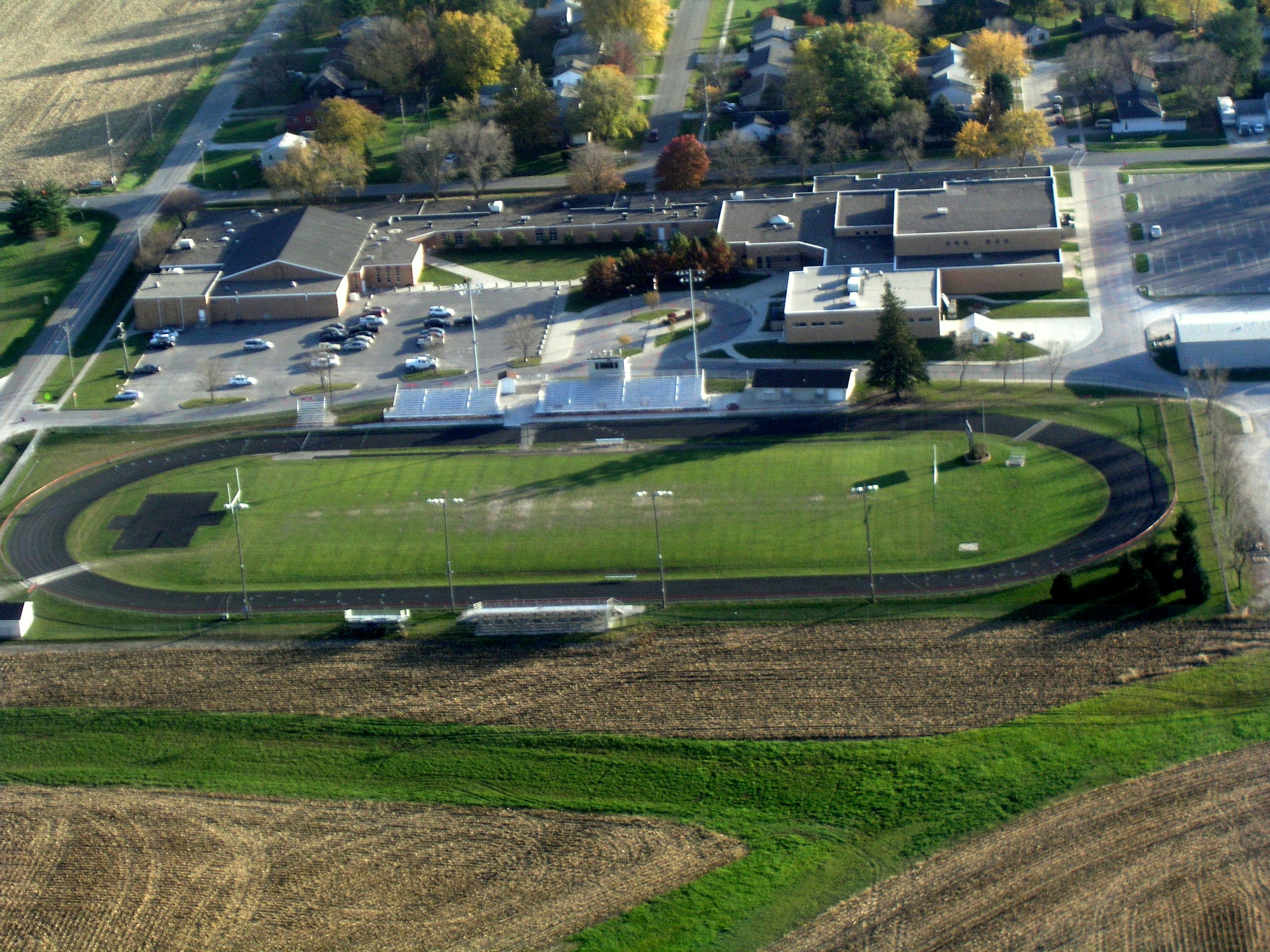
L'ancienne Gilbert Senior High School, aujourd'hui Gilbert Intermediate School

## Source de la traduction
- (en) Cet article est partiellement ou en totalité issu de l’article de Wikipédia en anglais intitulé « Gilbert, Iowa » (voir la liste des auteurs).